# Європейське радіо для Білорусі
Європейське радіо для Білорусі або Єврорадіо (біл. Еўрапейскае радыё для Беларусі або Еўрарадыё) — міжнародна радіостанція з офісом у Варшаві, що подає незалежну інформацію, новини та розважальні передачі з 26 лютого 2006 року. «Єврорадіо» працює на хвилях FM і низьких FM, а також через супутник та інтернет, аби охопити широку аудиторію.
Метою радіостанції є поширення серед білоруських слухачів актуальної, сучасної, незалежної та справжньої інформації, а також європейських демократичних цінностей. Крім того, проект спрямований на розвиток нового покоління журналістів, які будуть здатні до професійної роботи в Білорусі під час перехідного періоду до демократії й вільного ринку.

## Структура
Європейське Радіо для Білорусі є некомерційною організацією, закладеною у вересні 2005 року у Варшаві. Її учасниками стали білоруські журналісти та неурядові організації з Польщі, Литви та Чехії. Друзі Білоруської асоціації журналістів (БАЖ) активно сприяли появі радіостанції.
Програми готує команда білоруських журналістів у Варшаві та Мінську, а також мережа репортерів в областях Білорусі.
Ядром команди стали досвідчені журналісти, колишні працівники відомих радіостанцій, наприклад, закритого білоруською владою 1996 року Радіо 101.2, Радіо «Вільна Європа», Польського Радіо, Радіо «Рація».

## Формат
«Єврорадіо» — це розважально-інформаційна радіостанція. Її цільовою аудиторією є передусім молодь віком 18-35 років.
Радіо працює 24 години на добу. Щогодини виходить випуск новин тривалістю близько 3 хвилин, а також кожні пів години виходить короткий огляд останніх новин. До того ж в ефірі звучать економічні, культурні, спортивні програми, коментарі експертів з широкого кола різноманітних питань. Гостями та учасниками передач на «Єврорадіо» є відомі політики, громадські особи, представники незалежних молодіжних груп і організацій. «Єврорадіо» також подає екстрені випуски новин за необхідності.
Значну частину ефіру займає світова й білоруська музика. «Єврорадіо» реалізує низку проектів з підтримки білоруських музикантів, наприклад, щороку проводить фестиваль Be Free в Україні. Разом з громадською кампанією «Будзьма беларусамі!» 2009 року випустило збірку «Budzma The Best Rock / Budzma The Best Rock/New», на котру потрапили і переможці відбору на фестиваль.
«Єврорадіо» випускає щоденну інформаційну програму «ЕвраZOOM». Ця передача, спрямована на молодь, несе ідею присутності Білорусі у політичному і культурному просторі Європи.

## Заборони
В серпні 2020 року за розпорядженням Міністерства інформації Республіки Білорусь доступ до сайту http://euroradio.by [Архівовано 14 травня 2022 у Wayback Machine.] в країні є обмежений, тому що радіо висвітлювало протести в Білорусі. З липня 2021 року режим Лукашенка також блокує доступ до дзеркала сайту. 5 липня 2021 року постановою Ради міністрів був закритий кореспондентський пункт радіо в Мінську.
У 2021 і 2022 роках білоруські суди внесли сторінки радіо в Telegram, YouTube, Instagram і його логотип до республіканського списку екстремістських матеріалів; у липні 2022 року Міністерство внутрішніх справ Республіки Білорусь визнало його екстремістським формуванням. У 2022 та 2023 роках кілька людей, які давали інтерв’ю радіо, були заарештовані та ув’язнені за звинуваченням у сприянні екстремістській діяльності.

## Нагороди
- Почесний диплом Білоруської асоціації журналістів за видатну роботу журналіста Дмитра Лукашука (серія відеопрограм «Ідея Х») (2019)[13].